# 安東軍山
參數所指定的目標頁面不存在，建議更正成存在頁面或直接建立下列一個頁面（建立前請先搜尋是否有合適的存在頁面可以取代）：
- 安東昆山

安東軍山是臺灣中央山脈北段的一座高山，通常也被視為該山脈主脊北段中地處最南的高山，海拔3066.5公尺，位於花蓮縣萬榮鄉萬榮村北側，接近南投縣仁愛鄉親愛村交界，為臺灣百岳與臺灣百名山之一。其山體寬廣，山勢圓潤，起伏和緩，被登山家邢天正選為十潤之一。稜線地帶皆為玉山箭竹形成的竹原，環境極為遼闊，故山頂立有一等三角點，而該山也是擁有一等三角點的百岳中，海拔最低的山。山脊北接白石山、光頭山、能高山等山，此段「能高安東軍」稜線為萬大溪與萬里溪的分水嶺，也是絕大多數登山者造訪安東軍山會依循的路線。山的南北兩側均有湖泊，許多登山者抵達安東軍山前會在該山與白石山之間的萬里池、屯鹿池或屯路妹池等湖泊旁紮營。
安東軍山為泰雅族傳統領域的南界，賽德克族、太魯閣族與布農族的傳統領域大致在此交會。「安東軍」之名始見於清代史料，應為原住民語言的音譯，原意不詳。日治時期的文獻也譯作安東群山或安東郡山。